# Mariaparochie
Mariaparochie is een klein, voornamelijk rooms-katholiek, kerkdorp in Twente in de Nederlandse provincie Overijssel. Mariaparochie valt grotendeels onder de gemeente Tubbergen en daarnaast onder de gemeente Almelo. Het dorp ontstond in de afgelopen twee eeuwen rond de parochiekerk Onze Lieve Vrouwe van Altijddurende Bijstand, waarvan ook de dorpsnaam afgeleid is, namelijk de dagelijkse naam van de parochie. De kerk is een ontwerp van architect Jan Stuyt. In 2023 telde het dorp 230 inwoners.

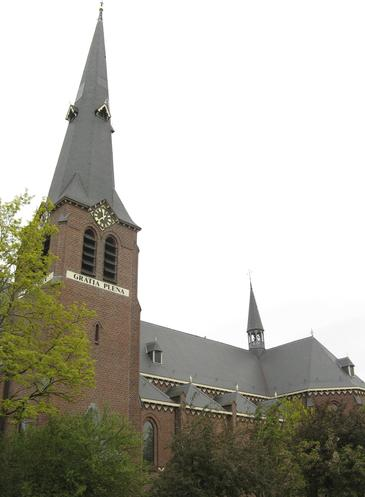
Parochiekerk O.L. Vrouwe van Altijddurende Bijstand in Mariaparochie. De inscriptie op de toren: Ave Maria, gratia plena, Dominus tecum (Wees gegroet Maria, vol van genade, de Heer is met U).

Mariaparochie ligt ten noordoosten van Almelo. Het dorp is vooral bekend geworden door een tekenfilm waarin Herman Finkers de naam van het dorp verwerkte, Kroamschudd'n in Mariaparochie.
Stad: Almelo      Dorpen: Aadorp · Bornerbroek · Mariaparochie (deels)      Buurtschappen: Tusveld · Bavinkel · Deldenerbroek (deels)

Wijken: Binnenstad · De Riet · Noorderkwartier · Sluitersveld · Wierdensehoek · Nieuwstraat-Kwartier · Ossenkoppelerhoek · Hofkamp · Schelfhorst · Windmolenbroek

Voormalige gemeenten: Ambt Almelo · Stad Almelo

Overijssel · Steden en dorpen in Overijssel      Nederland · Provincies · Gemeenten
Hoofdplaats: Tubbergen     
Dorpen: Albergen · Fleringen · Geesteren · Harbrinkhoek · Langeveen · Manderveen · Mariaparochie (deels) · Reutum · Vasse

Buurtschappen: Hezingen · Haarle · Klossehoek · Mander · West-Geesteren 

Overijssel · Steden en dorpen in Overijssel      Nederland · Provincies · Gemeenten